# Hendrikus Dirk Jan Beernink
Hendrikus Dirk Jan Beernink (Lichtenvoorde, 3 februari 1910 - Zwolle, 8 februari 1945) was een Nederlandse verzetsstrijder tijdens de Tweede Wereldoorlog.
Beernink was eerste telegraafwerker bij de Nederlandse Spoorwegen te Zwolle. Hij was de leider van de verzetsgroep "De Groene", die bestond uit een kern van ongeveer 20 leden. Daarnaast waren er veel mensen bij betrokken die onderduikers hielpen of koerierswerk verrichten. Ook Beerninks vrouw was heel actief in het verzet. Ze hadden samen een dochter Rineke (Renée). De groep heeft honderden mensen geholpen. Henk Beernink is doodgeschoten bij een inval van de Duitsers in het Katholieke Ziekenhuis te Zwolle op 8 februari 1945. Bij deze inval was ook de beruchte SD-agent Piet Richard Cieraad aanwezig. De bedoeling was dat Henk Beernink Guus van de Noordaa zou treffen in het kader van een vergadering van de Ordedienst.
Na de oorlog kreeg hij bij Koninklijk Besluit van 25 juli 1952 het Verzetskruis toegekend. Ook ontving hij het Verzetsherdenkingskruis en werd door de Verenigde Staten onderscheiden met de Medal of Freedom with Bronze Palm, zoals besloten via de General Orders van 16 januari 1947 en uitgereikt aan zijn familie te Amsterdam op 21 november 1946. Ook hebben Hendrik Beernink en zijn vrouw postuum de Yad Vashem-onderscheiding (nr. 9140) gekregen voor het herbergen van Joodse onderduikers. Deze is in ontvangst genomen door hun dochter in 2000.
H.J. van Aalderen
· P. van As
· M. Assies
· J.J. Barendsen
· J.A. Beekman
· H.D.J. Beernink
· L.R. Beijnen
· C.J. van den Berg-van der Vlis
· L.A. Bleys
· G. de Boer
· A.A. Bontekoe
· E.J. Bosch ridder van Rosenthal
· D.A. van den Bosch
· I.J. van den Bosch
· J.H. Bosch
· J.C.J. baron Brantsen
· A.L. Charroin
· F.G.M. Conijn
· M. Crans
· R.J. Dam
· F. Datema
· K.H. Derkzen van Angeren
· H. Dienske
· J.L.G. Doornik
· V. Dreyfus
· N. Dupont
· F. Duwaer
· S. Esmeijer
· G.H. Gelder
· J. Gelderman
· W.J. Gertenbach
· E.A. Giran
· O. Giran
· C.H. de Groot
· P.G.S. Guermonprez
· A. Hahn
· W. van Hall
· J.C.H.F. van Hanxleden Houwert
· Th.W.L. baron van Heemstra
· J.J. Hendrikx
· J.L. Hesselberg
· W.J. Heukels
· I. van der Horst
· J. ter Horst
· H.P. Hos
· J.F.H.M. baron van Hövell van Wezeveld en Westerflier
· B. IJzerdraat
· L. Jansen
· A. Kalter
· G.W. Kastein
· A. Keuter
· T.J. Kroeze
· D.M.R.H. Kroon
· H.Th. Kuipers-Rietberg
· A. Meerwaldt
· J.A.A. Mekel
· J.D. van Melle
· D.C.B. Mesritz
· M.-L.C. Meunier
· J.J. Mohr
· J.L. Moonen
· A.C. Nagtegaal
· F. Nieuwenhuijsen
· B. Oosthoek
· J. Oranje
· T. Pannekoek
· J. Post
· A.J. Rozeman
· V.H. Rutgers
· F.R. Ruys
· W. Santema
· J.J. Schaft
· Jhr. J. Schimmelpenninck
· R.L.A. Schoemaker
· G. Schoonman
· W.P. Speelman
· M. van der Stoep
· B.M. Telders
· A.O.H. Tellegen
· O.R. Thomsen
· G. Tieman
· T.W. de Tourton Bruijns
· L.M. Valstar
· G.J. van der Veen
· D. Verloop
· M.A.E. Verspyck
· P.M.R. Versteegh
· C. Vlot
· G. Weidner
· J.H. Westerveld
· H.B. Wiardi Beckman
· J.W. Wildschut
· J.R.E. Wüthrich
· L. Zwanenburg
· Onbekende Joodse soldaat